# شبکه کرمان
شبکه کرمان یکی از شبکه‌های استانی کشور است. این شبکه برای مردم استان کرمان برنامه پخش می‌کند. این شبکه به صورت ۲۴ ساعته و از شبکه‌های استانی مهم و تأثیرگذار کشور می‌باشد.
برنامه‌های این شبکه از تنوع و دکور بسیار خوب و سطح بالایی برخوردار است. مجریان شبکه استانی کرمان نیز از توانمندی بالایی برخوردارند. شبکه کرمان دهمین شبکه استانی تأسیس شده در کشور و نخستین شبکه استانی تأسیس شده در منطقه جنوب شرق کشور می‌باشد که در ۲۴ اسفندماه ۱۳۷۹ تأسیس شد. سرپرستی این شبکه را هم‌اکنون احمدعلی رمضانی نژاد عهده‌دار است.

## فرکانس‌های پخش شبکه‌های دیجیتال شهر کرمان
فرستنده اول دیجیتال(H264) (TS1) کانال ۲۱ و ۲۳: نسخهSD یازده شبکه «یک، دو، سه، چهار، پنج، خبر، آموزش، قرآن، مستند، امید و ایران‌کالا»
فرستنده دوم دیجیتال(H264) (TS2) کانال ۳۳ و ۲۹: نسخه SD ده شبکه «نمایش، افق، آی‌فیلم، تماشا، شما، ورزش، پویا، سلامت، نسیم و کرمان» + رادیونمای استانی + ۲۲ رادیو
فرستنده سوم دیجیتال(HEVC.H265) (TS3) کانال ۲۷ و ۳۵: نسخهHD هشت شبکه «یک، مستند، سه، ورزش، آی‌فیلم، خبر، نسیم و پویا» + چهار رادیونمای «ایران، آوا، جوان و پیام»
فرستنده چهارم دیجیتال(HEVC.H265) (TS4) کانال41 و ۳۹: نسخهHD چهار شبکه «نمایش، افق، ایران‌کالا و تماشا» و نسخه SD دو شبکه «الکوثر و پرس تی‌وی» + ۱۴ رادیونما
فرستنده پنجم دیجیتال(HEVC.H265) (TS5) کانال 47 :شبکه «فراتر» یا شبکه 4K یا IRIB UHD HDR. سحر افغان
جهت دریافت جهت آنتن می‌بایست به سمت میدان شهدا (مشتاق) باشد.
فرستنده‌های سوم تا پنجم تنها با گیرنده‌های DVB-T2 با پشتیبانی از HEVC-10bit+HDR قابل دریافت هستند.
کانال‌های ۲۳-۲۹-۳۵-41-47 مرتبط با ایستگاه قلعه اردشیر کرمان (شرق کرمان) قابل دریافت در کرمان و شهرهای حومه ماهان و….
کانال‌های ۲۱-۳۳-۲۷-۳۹ مرتبط با ایستگاه اصلی جدید شهید باهنر کرمان (غرب کرمان) قابل دریافت در کرمان و بردسیر.
جهت دریافت در کرمان و حومه جهت آنتن می‌بایست به سمت شهرستان بردسیر باشد.

## برنامه‌های محبوب
علاوه بر پخش شوهای شبانه، برنامه‌های تأمینی و اخبار، برنامه‌های ورزشی نیز از این شبکه پخش می‌شوند.

### عصر ورزش
عصر ورزش برنامه‌ای ورزشی است که از شبکه کرمان پخش می‌شود.
این برنامه در شب‌های پنج شنبه ساعت ۲۲:۲۰ پخش می‌شود و حواشی ورزش استان کرمان و بازی‌های نمایندگان این استان در دسته اول فوتبال را پوشش می‌دهد. مجری این برنامه علی رمضانی سرپرست سابق تیم فوتبال مس سرچشمه می‌باشد.
آیتم‌های این برنامه عبارتند از نیم نگاه، ویژه، ذره بین، وقت اضافه، سؤال پیامکی و دعوت از کارشناسان داوری، کارشناسان فوتبال، مدیران باشگاه‌ها، بازیکنان تیم‌ها و مسئولین هیئت‌های ورزشی استان، مسئولین تربیت بدنی در رابطه با ورزش استان

#### عوامل عصر ورزش
- تهیه‌کنندگان: محمد دریجانی و علی رمضانی
- کارگردان: محمد محمدی
- مجری و نویسنده: علی رمضانی
- گزارشگر: شهاب انصاری
- راوی: شهاب انصاری و مهدی حشمتی
- صدابردار: مجید حسینی پور

### شب‌های کرمان
برنامه شبانگاهی شبکه کرمان با رویکرد بومی و توجه به فرهنگ استان کرمان